# غرير غارسون
غرير غارسون (بالإنجليزية: Greer Garson)‏ (مواليد 29 سبتمبر 1904 - الوفاة 06 أبريل 1996) هي ممثلة إنجليزية بدأت مسيرتها الفنية عام 1937. كما أنها من الفائزات بجوائز الأوسكار وجائزة غولدن غلوب.

## الحياة المهنية
جاء ظهور غرير غارسون الأول على المسرح في مسرح «بيرمنغهام ريبورتري» في يناير عام 1932 بعمر 9 سنوات (في أواخر الثلاثينات)، إلى جانب ظهور آخر جدير بالذكر هو العمل المقتبس عن الليلة الثانية عشر في مايو عام 1937 إلى جانب دوروثي بلاك. مثلّت هذه العروض الحية جزءًا من الخدمة التجريبية المقدمة من أليكساندرا بلاك من إذاعة بي بي سي، باعتبارها أول عرض لأعمال شكسبير على شاشة التلفاز.
اكتشفت لويس بي موهبة غارسون. ماير أثناء بحثه عن المواهب الجديدة في لندن. وقّعت غارسون عقدًا مع شركة «ميترو غولدوين ماير» في نهاية عام 1937 لكن تصوير فيلمها الأول «غودباي مستر تشيبس» قد اُجّل لأواخر عام 1938. حصلت غارسون على أول ترشيح لنيل جائزة الأوسكار لكنها خسرت الجائزة لفيفيان ليغ عن دورها في فيلم «ذهب مع الريح». حازت على إعجاب النقاد في السنة التي تلت ترشّحها عن دور اليزابيث بينيت في فيلم «كبرياء وتحامل» عام 1940.
شاركت غارسون الممثل جوان كراوفورد في بطولة فيلم «وين ليديز ميت» عام 1941 (وهو عمل مأخوذ عن عمل سابق من نفس الاسم يعود لفترة ما قبل قانون إنتاج الأفلام، كان أبطال العمل القديم آن هاردينغ وميرنا لوي) وأصبحت غارسون في العام ذاته نجمة على شباك التذاكر مع بدء عرض العمل الدرامي الملون «زهور وسط الغبار» إذ جاء معه ترشيحها الخامس على التوالي للحصول على جائزة الأوسكار عن أفضل ممثلة، وهو عدد المرات ذاته لترشيح الممثلة بيتي ديفيس في أعوام 1938-1942 الذي لم يتجاوزه أحد حتى الآن.
فازت غارسون بجائزة الأوسكار عام 1942 عن دورها زوجة وأمًّا إنجليزية قوية في فيلم «السيدة مينيفر» الذي دارت أحداثه في فترة الحرب العالمية الثانية. سُجل اسمها في موسوعة غينيس العالمية للأرقام القياسية عن فئة أطول خطاب تلقي جائزة الأوسكار إذ امتد خطابها لخمس دقائق و30 ثانية، وبسببه حددت الأكاديمية مدة الخطاب.
في عام 1942 شاركت غارسون في بطولة العمل الدرامي المؤثر «راندوم هارفست» مع الممثل الحائز على جائزة الأوسكار رونالد كولمان. دارت أحداث الفيلم في فترة نهاية الحرب العالمية الأولى حول جندي يفقد ذاكرته (رونالد كولمان) ويقع في غرام (غرير غارسون)، حصد هذا الفيلم سبعة ترشيحات لجوائز الأوسكار من ضمنها ترشح لجائزة أفضل فيلم. نال فيلم «السيدة مينيفر» تلك الجائزة، وفازت غارسون بالجائزة عن دورها في الفيلم ذاته. رُشّح كولمان لجائزة الأوسكار لأفضل ممثل عن دوره في «راندوم هارفست» لكن لم تُرشَّح غارسون عن دورها في هذا الفيلم لأنها قد ترشحت للجائزة عن دورها في «السيدة مينيفر».
حصلت غارسون على ترشيح آخر عن دورها في فيلم «مدام كوري» (عام 1943) وعن دورها في فيلم «مسز باركينغتون» (عام 1944)، وعن فيلم «ذا فالي أوف ديسجن» (عام 1945). شاركت في بطولة العديد من الأفلام مع الممثل والتر بيدجون حصيلتها ثمانية أفلام هي: زهور وسط الغبار (عام 1941) ، «السيدة مينيفر» (عام 1942)، «مدام كوري» و«مسز باركينغتون» و«جوليا ميسبيهيف» (عام 1948)، و«ذات فورسايت وومان» (عام 1949)، و«ذا مينيفر ستوري» (عام 1950)، و«سكاندال آت سكوري» (عام 1953).
في عام 1945، مثلت غارسون في فيلم «أدفنتشر» إلى جانب الممثل كلارك غايبل إبان عودته من الخدمة العسكرية في الحرب. رُوّج للفيلم بعبارة لافتة مفادها «عاد غايبل. وأمسكت به غارسون!».
انخفضت شعبية غارسون إلى حد ما في أواخر الأربعينيات من القرن الماضي، لكنها بقيت نجمة سينمائية بارزة حتى منتصف الخمسينيات. في عام 1951، حصلت على الجنسية في الولايات المتحدة.
مثلّت بضعة أفلام فقط بعد انتهاء عقدها مع (إم جي إم) في عام 1954. وفي عام 1958، تلقّت استقبالًا حارًا في برودواي في آنتي مامي، لتحلّ محل روزاليند راسل، التي كانت قد ذهبت إلى هوليوود لصنع نسخة عن الفيلم. في عام 1960، تلقّت غارسون ترشيحها لجائزة أوسكار سابعة أخيرة عن فيلم «سانرايز آت كامبوبيلو» الذي لعبت فيه دور إليانور روزفلت، وقد خسرت هذه المرة أمام اليزابيث تايلور عن فيلمها «بترفيلد 8». كانت غرير ضيفة خاصة في حلقة من المسلسل التلفزيوني «الأب أعلم».

## روابط خارجية
- غرير غارسون على موقع IMDb (الإنجليزية)
- غرير غارسون على موقع الموسوعة البريطانية (الإنجليزية)
- غرير غارسون على موقع روتن توميتوز (الإنجليزية)
- غرير غارسون على موقع ألو سيني (الفرنسية)
- غرير غارسون على موقع أول موفي (الإنجليزية)
- غرير غارسون على موقع قاعدة بيانات برودواي على الإنترنت (الإنجليزية)
- غرير غارسون على موقع قاعدة بيانات الأفلام السويدية (السويدية)
- غرير غارسون على موقع إن إن دي بي (الإنجليزية)
- غرير غارسون على موقع ديسكوغز (الإنجليزية)
- غرير غارسون على موقع قاعدة بيانات الفيلم (الإنجليزية)
- Greer Garson test footage for Goodbye, Mr. Chips على يوتيوب
- Greer Garson interview, 1985 على يوتيوب
- The New York Times obituary
- Forked Lightning Ranch, Pecos National Historical Park
- Greer Garson tribute site
- Everything About Greer Garson fan website